# Кіосоква (Айова)
Кіосоква (англ. Keosauqua) — місто (англ. city) в США, в окрузі Ван-Б'юрен штату Айова. Населення — 936 осіб (2020).

## Географія
Кіосоква розташована за координатами 40°44′5″ пн. ш. 91°57′37″ зх. д. / 40.73472° пн. ш. 91.96028° зх. д. (40.734640, -91.960305).  За даними Бюро перепису населення США в 2010 році місто мало площу 4,07 км², з яких 3,75 км² — суходіл та 0,32 км² — водойми.

## Демографія
Згідно з переписом 2010 року, у місті мешкало 1006 осіб у 459 домогосподарствах у складі 251 родини. Густота населення становила 247 осіб/км².  Було 515 помешкань (127/км²).
Расовий склад населення:
| - 97,6 % — білих - 0,9 % — азіатів - 0,4 % — чорних або афроамериканців |

До двох чи більше рас належало 1,0 %. Частка іспаномовних становила 1,1 % від усіх жителів.
За віковим діапазоном населення розподілялося таким чином: 17,5 % — особи молодші 18 років, 53,7 % — особи у віці 18—64 років, 28,8 % — особи у віці 65 років та старші. Медіана віку мешканця становила 50,9 року. На 100 осіб жіночої статі у місті припадало 88,4 чоловіків;  на 100 жінок у віці від 18 років та старших — 82,8 чоловіків також старших 18 років.
Середній дохід на одне домашнє господарство  становив 57 559 доларів США (медіана — 42 788), а середній дохід на одну сім'ю — 74 712 долари (медіана — 70 313). За межею бідності перебувало 15,2 % осіб, у тому числі 27,0 % дітей у віці до 18 років та 10,4 % осіб у віці 65 років та старших.
Цивільне працевлаштоване населення становило 436 осіб. Основні галузі зайнятості: освіта, охорона здоров'я та соціальна допомога — 29,4 %, виробництво — 21,1 %, фінанси, страхування та нерухомість — 17,0 %.